# Антонюківська сільська рада
Антонюкі́вська сільська́ ра́да — колишня адміністративно-територіальна одиниця та орган місцевого самоврядування в Миколаївському районі Одеської області. Адміністративний центр — село Антонюки.

## Загальні відомості
Антонюківська сільська рада утворена в 1922 році.
- Територія ради: 120,9 км²
- Населення ради: 1 570 осіб (станом на 2001 рік)

## Населені пункти
Сільській раді були підпорядковані населені пункти:
- с. Антонюки
- с. Амбарів
- с. Романівка

## Населення
Згідно з переписом УРСР 1989 року чисельність наявного населення сільської ради становила 1723 особи, з яких 763 чоловіки та 960 жінок.
За переписом населення України 2001 року в сільській раді мешкало 1570 осіб.

### Мова
Розподіл населення за рідною мовою за даними перепису 2001 року:
| Мова       | Відсоток |
| ---------- | -------- |
| українська | 94,27 %  |
| російська  | 2,93 %   |
| молдовська | 1,91 %   |
| білоруська | 0,32 %   |
| вірменська | 0,13 %   |
| болгарська | 0,06 %   |
| інші       | 0,38 %   |

## Склад ради
Рада складалася з 16 депутатів та голови.
- Голова ради: Іванченко Тетяна Іванівна
- Секретар ради: Кудренко Ольга Олександрівна

### Керівний склад попередніх скликань
| Прізвище, ім'я, по батькові | Основні відомості                                                          | Дата обрання | Дата звільнення |
| --------------------------- | -------------------------------------------------------------------------- | ------------ | --------------- |
| Лопуленко Віктор Васильович | Сільський голова, 1957 року народження, член Соціалістичної партії України | 26.03.2006   | 31.10.2010      |
| Іванченко Тетяна Іванівна   | Сільський голова, 1977 року народження, освіта вища, позапартійна          | 31.10.2010   |                 |

Примітка: таблиця складена за даними сайту Верховної Ради України

### Депутати
За результатами місцевих виборів 2010 року депутатами ради стали:

#### За суб'єктами висування
| Суб'єкт висування                                       | Кількість обраних депутатів | %    |
| ------------------------------------------------------- | --------------------------- | ---- |
| Партія регіонів                                         | 7                           | 43,8 |
| Політична партія Всеукраїнське об'єднання «Батьківщина» | 4                           | 25   |
| Самовисування                                           | 4                           | 25   |
| Соціалістична партія України                            | 1                           | 6,3  |

#### За округами
| № округу                                                | Прізвище, ім'я, по батькові    | Дата визнання обраним | Освіта             | Партійна приналежність                        | Відомості про обраного депутата                         |
| ------------------------------------------------------- | ------------------------------ | --------------------- | ------------------ | --------------------------------------------- | ------------------------------------------------------- |
| Партія регіонів                                         |                                |                       |                    |                                               |                                                         |
| 1                                                       | Шарандак Надія Анатоліївна     | 03.11.2010            | вища               | член Партії регіонів                          | відділ освіти Миколаївської РДА, спеціаліст І категорії |
| 2                                                       | Кудренко Ольга Олександрівна   | 03.11.2010            | середня спеціальна | член Партії регіонів                          | Антонюківська сільська рада, секретар                   |
| 5                                                       | Карауш Віктор Андрійович       | 03.11.2010            | вища               | член Партії регіонів                          | Антонюківська загальноосвітня школа І-ІІ ст., вчитель   |
| 6                                                       | Змунчило Олена Іванівна        | 03.11.2010            | середня спеціальна | член Партії регіонів                          | дитячий садок «Калинка», бухгалтер                      |
| 7                                                       | Запорожець Віктор Васильович   | 03.11.2010            | вища               | член Партії регіонів                          | пенсіонер                                               |
| 14                                                      | Назаренко Сергій Михайлович    | 03.11.2010            | середня            | член Партії регіонів                          | тимчасово не працює                                     |
| 15                                                      | Соколов Леонід Якович          | 03.11.2010            | середня            | член Партії регіонів                          | приватне підприємство, керівник                         |
| Політична партія Всеукраїнське об'єднання «Батьківщина» |                                |                       |                    |                                               |                                                         |
| 3                                                       | Світла Тетяна Миколаївна       | 03.11.2010            | вища               | член Всеукраїнського об'єднання «Батьківщина» | Антонюківська загальноосвітня школа І-ІІ ст., вчитель   |
| 4                                                       | Палієнко Віра Яківна           | 03.11.2010            | середня спеціальна | член Всеукраїнського об'єднання «Батьківщина» | магазин «Марина», продавець                             |
| 9                                                       | Гондюл Микола Борисович        | 03.11.2010            | середня            | член Всеукраїнського об'єднання «Батьківщина» | тимчасово не працює                                     |
| 13                                                      | Лосєв Василь Георгійович       | 03.11.2010            | середня спеціальна | член Всеукраїнського об'єднання «Батьківщина» | приватне підприємство, керівник                         |
| Соціалістична партія України                            |                                |                       |                    |                                               |                                                         |
| 8                                                       | Василюк Роман Васильович       | 03.11.2010            | середня            | член Соціалістичної партії України            | тимчасово не працює                                     |
| Самовисування                                           |                                |                       |                    |                                               |                                                         |
| 10                                                      | Король Олександр Володимирович | 03.11.2010            | середня            | позапартійний                                 | фермерське господарство «Королівське ОВ», голова        |
| 11                                                      | Стоянова Ганна Костянтинівна   | 03.11.2010            | середня спеціальна | позапартійна                                  | тимчасово не працює                                     |
| 12                                                      | Загородня Наталя Валеріївна    | 03.11.2010            | вища               | позапартійна                                  | дитячий садок с. Антонюки, вихователь                   |
| 16                                                      | Балабан Микола Петрович        | 14.11.2010            | вища               | позапартійний                                 | Антонюківська загальноосвітня школа І-ІІІ ст., вчитель  |